# Mario Mondello
Mario Mondello (Roma, 7 agosto 1914 – Roma, 22 marzo 2003) è stato un diplomatico e ambasciatore italiano.

## Biografia
Nato a Roma il 7 agosto 1914, ha frequentato l'Università degli Studi di Messina dove si è laureato in giurisprudenza nel 1937. 
La sua biblioteca è stata donata dagli eredi alla Biblioteca della Pontificia Università Antonianum.

## Carriera
A seguito del concorso, Mario Mondello è nominato Volontario nella carriera diplomatica-consolare presso il Ministero degli Esteri del Regno d’Italia il 1º giugno del 1939. Nell’agosto del 1939 viene posto alle dirette dipendenze del Ministro. Successivamente viene nominato addetto consolare nel gennaio del 1940 e poi Vice console di 2ª classe nell’ottobre dello stesso anno. Nel gennaio del 1943, Mondello viene nominato Terzo Segretario presso l’Ambasciata d’Italia presso la Santa Sede. Il 15 luglio 1944, viene assegnato alla Direzione del Ministero degli Affari Esteri per gli Affari Politici. Viene quindi trasferito a Washington come Terzo segretario nel febbraio 1945.  Mondello diviene Vice console di 1ª classe il 1º giugno 1945 e in seguito Console di 3ª classe nell’aprile 1946. Rientra al Ministero nel febbraio del 1947. Prosegue nella carriera quale Console di 2ª classe. Sempre nello stesso anno entra nel Gabinetto del Ministro degli Esteri di cui ne diverrà il capo nel gennaio del 1949. Diviene quindi membro della delegazione Italiana per partecipare alle trattative per la costituzione della NATO a Washington nel marzo-aprile del 1949. Mondello prosegue la carriera come Console a Losanna nell’ottobre del 1951 e poi Primo segretario nel luglio del 1953. Assegnato all’Ambasciata d’Italia presso l’Unione Sovietica, diviene Consigliere a Mosca nel marzo del 1954. Nel luglio 1956 viene promosso a Consigliere di Legazione. Nel settembre del 1956 viene nominato Consigliere d’Ambasciata. Nell’ottobre del 1956 viene messo a capo dell’Ufficio IV della Direzione Affari Politici del Ministero degli Esteri. Nell’ottobre del 1958 viene nominato Ambasciatore nel Regno Unito di Libia, dove si fece interprete della politica e delle iniziative economiche nel settore degli idrocarburi dell'Eni di Enrico Mattei. In tale veste, Mondello ebbe anche modo di osservare gli effetti del crescente successo del presidente egiziano Gamal Abd el-Nasser sulla popolazione libica ed il conseguente Antioccidentalismo che investì il paese. Nel dicembre del 1960, viene nominato Inviato straordinario e Ministro plenipotenziario di 2ª classe quindi, nell’agosto del 1962, Inviato straordinario e Ministro plenipotenziario di 1ª classe. Dopo aver ricoperto la carica di Direttore Generale aggiunto degli Affari Economici dal Settembre 1962, Mario Mondello diviene Ambasciatore in Turchia nel gennaio 1967. Quale ambasciatore in Turchia dal 1967 al 1971, il 12 agosto 1967 inviò un rapporto al ministro degli esteri Amintore Fanfani per riferire con dovizia di particolari il colloquio avuto col patriarca Atenagora di Costantinopoli pochi giorni dopo che ebbe incontrato Paolo VI il 25 giugno 1967 a Istanbul. Viene quindi promosso Ambasciatore di grado nel settembre 1970 e Direttore Generale delle Relazioni Culturali nel novembre dello stesso anno. L’ultimo incarico estero è quello di Ambasciatore presso la Repubblica Popolare di Polonia nel periodo 1974-1976. Conclude la carriera quale Direttore Generale degli Affari Economici nel 1979. Nel corso della sua carriera, Mondello venne annoverato fra gli amici più stretti di Mario Toscano, esponente di punta della diplomazia italiana del Secondo dopoguerra, di cui divenne anche capo di gabinetto.

## Opere
- Mario Mondello, Valutazione della portata dei movimenti a sfondo nazionale verificatasi in taluni stati satelliti. Posizione della Cina, India e Jugoslavia nella questione, Roma, 1957.
- Mario Mondello, Elementi di “Teoria delle relazioni internazionali” [2 Volumi.], Libera Università Internazionale degli Studi Sociali, Roma, 1982.